# 趙無恤
趙 無恤（ちょう ぶじゅつ / ちょう むじゅつ、? - 紀元前425年）は、中国春秋時代の晋の政治家。姓は嬴、氏は趙、諱は無恤、諡は襄。趙襄子と呼ばれる。趙鞅（趙簡子）の末子。 

## 生涯

### 嗣子（嫡子）になる
趙鞅（趙簡子）が当時人相見として高名であった姑布子卿を招いて子供たちを見せた時、姑布子卿は無恤のみが大成すると予言した。しかし、無恤の母は翟族出身で、身分も下卑だった。その上に無恤は末子であったので、この時の趙鞅はこのことを聞き流した。
後日、趙鞅は子供たちを集めて「私の宝の符を常山の頂に隠してある。見つけたものに褒美をやろう」と言ったが、子供たちは誰一人として見つけることができなかった。
しかし無恤だけが帰ってきて「宝をみつけました」と言った。趙鞅が「見せてみよ」というと無恤は「常山の頂に立つと代を見下ろすことができますが、代は取ることができます」と答えた。そこで趙鞅はついに長子の伯魯を廃して、末子の無恤を立てた。しかし、長兄の伯魯はこれを恨まず、かえって末弟の無恤を温かく見守り、支えた。無恤も幼い時から自分を可愛がってくれた兄をますます敬ったという。しかし間もなく伯魯は病で逝去してしまった。

### 代を手に入れる
やがて、趙鞅が没し嗣子の無恤が代わって立つと、無恤は喪服を脱がないうちに代王（無恤の姉婿）を偽りで招待して宴を開き、これを討ち取って代を簒奪し手に入れた。夫の代王の非業の死を聞いた無恤の姉は、弟を罵倒して自殺した。やがて無恤はこの代の地を、既に他界した長兄・伯魯の忘れ形見の趙周（成君）に治めさせた。無恤は自分が少年の頃から愛情を持って接してくれた亡き長兄・伯魯の子に栄誉を譲り、支えてくれた大恩をやっと報いた。

### 晋陽の戦い
後に、晋の六卿の中で最大の勢力を誇っていた智氏の当主・智瑶（智伯・智襄子）が、魏氏の当主・魏駒（魏桓子）と韓氏の当主・韓虎（韓康子）の勢力を率いて、無恤の本拠地晋陽に攻め込んで来た（晋陽の戦い）。
智瑶の水攻めで一時は落城寸前まで追い込まれるが、魏駒と韓虎に使者を派遣して「智瑶は強欲なので私が（智瑶に）滅ぼされた後は貴公らの番であろう」と述べて内応させることに成功し、大逆転で智瑶を敗死させた。
紀元前453年の智氏の滅亡により、これ以降晋は事実上に趙・魏・韓に三分された。これをもって、戦国時代の幕開けとなる。ちなみに智襄子を滅ぼした後に、智襄子の旧臣豫譲から2度も暗殺されそうになるが失敗に終わり、豫譲は無恤の前で自害した。この様子は『史記』の「刺客列伝」に記されている。

### 大恩に報いる
無恤は、後に亡き長兄の伯魯の大恩にさらに報いるために、その子である代の成君（趙周）を嗣子に定めようとした。しかし、成君は早世したために、その息子である代君・趙浣（趙献子、後献侯）を趙の次期当主とした。
紀元前425年に無恤は死去した。「襄」と諡され、後世では趙襄子と呼ばれる。

## 末裔
『史記』「趙世家」によると、無恤は空同氏（一説では戎あるいは翟の一派）の娘との間に5人の息子を儲けていた。しかし、無恤は兄の孫である趙浣（献侯）を後継者にするために後を継がせずに、息子たちに対して「お前たちは一族として、君主を支えよ」と諭したという。だが、これを不満に思った息子たちは、父の無恤の死後に従子の趙浣を放逐し、長兄の趙嘉（趙桓子）を当主に立てて趙を治める。しかし、紀元前424年に趙桓子が没すると、国人たちは亡き趙桓子の行為を無恤の遺志を踏みにじる不孝として非難し、桓子の太子とその叔父たち（趙桓子の弟）を処刑して再び趙浣を当主として迎え入れ、無恤の遺志を守った。

## 趙無恤を題材にした小説
- 宮城谷昌光「隼の城」『孟夏の太陽』所収、文藝春秋、1991年 (ISBN 4167259052)
- 塚本靑史「裂果 趙襄子伝」日本放送出版協会（NHK出版）、2004年 (ISBN 4140054468)